# Andrew Pickering
Pour les articles homonymes, voir Pickering (homonymie).
Andrew Pickering, né en 1948, est un sociologue et historien des sciences britannique. Il a enseigné à l'Université de l'Illinois à Urbana-Champaign.
Docteur en physique de l'université de Londres et docteur en Science Studies de l'université d'Édimbourg, il s'est fait connaître par la publication de Constructing Quarks: A Sociological History of Particle Physics, ouvrage s'inscrivant dans la perspective socio-constructiviste qui est aujourd'hui considérée comme un classique de la sociologie des sciences et de la sociologie de la connaissance scientifique.
Il est également auteur d'un autre ouvrage remarqué intitulé The mangle of practice: Time, agency and science (University of Chicago Press, 1995). Ses recherches se concentrent actuellement sur l'histoire sociale de la cybernétique dans la période de l'après guerre.

## Principales publications
- Constructing Quarks: A Sociological History of Particle Physics, Chicago: University of Chicago Press, 1984.
- (éd.), Knowledge and Society: Studies in the Sociology of Science, Past and Present, JAI Press, 1989.
- (éd.), Science as Practice and Culture, Chicago: University of Chicago Press, 1992.
- The Mangle of Practice: Time, Agency and Science, Chicago: University of Chicago Press, 1995.
- Kybernetik und Neue Ontologien, Berlin: Merve, 2007.
- Sketches of Another Future: Cybernetics in Britain, 1940-2000, 2008.